# ジュシー (ジュネーヴ州)
ジュシー（Jussy）は、スイス連邦、ジュネーヴ州の東端、レマン湖の南側でフランスと国境をなす基礎自治体(コミューンcommune)。ジュネーヴ州のジー、メイニエ、プレザンジュのコミューン、フランス、オート＝サヴォワ県との国境で囲まれている。

## データ
- 面積:11.27 km²
- 人口:1278人(2008年1月)